# Liberalizm polski
Liberalizm polski – nurt liberalizmu, który pojawił się i rozwijał na ziemiach polskich, szczególnie od XIX wieku.

## Ogólna charakterystyka
Liberalizm w Polsce nigdy nie był silnym nurtem politycznym, stanowiąc przed końcem XX wieku część popularniejszych ideologii. Przyczyną tego stanu rzeczy był brak absolutyzmu w przedrozbiorowej Rzeczypospolitej, słabość stanu mieszczańskiego oraz brak własnego państwa w XIX w.

## Historia

### 1764–1795

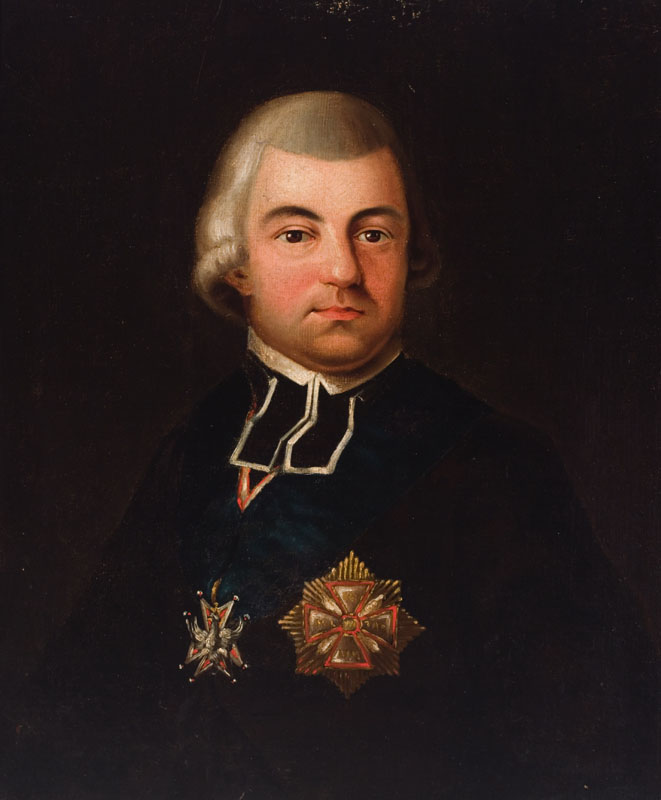
Hugo Kołłątaj

W epoce stanisławowskiej zaistniał przede wszystkim liberalizm ekonomiczny, który pojawił się w Polsce za przyczyną fizjokratyzmu. Propagatorami tego kierunku byli Joachim Litawor Chreptowicz, Hieronim Stroynowski, Walerian Stroynowski, Stanisław Staszic i Hugo Kołłątaj. Obrady Sejmu Wielkiego i wybuch rewolucji we Francji przyczyniły się do wzrostu zainteresowania liberalizmem. Na gruncie polskim pojawiły się trzy jego nurty: liberalizm arystokratyczny (Ignacy Potocki, Stanisław Małachowski), mieszczański (Staszic, Józef Wybicki) i radykalny (Kołłątaj i jego współpracownicy z Kuźnicy Kołłątajowskiej, zwani polskimi jakobinami).

### OkresKsięstwa Warszawskiego
Myśl polityczna po 1807 miała charakter protoliberalny. Swoją działalność w elicie ówczesnej władzy kontynuowali zarówno Stanisław Małachowski, jak i Stanisław Staszic. W tym czasie pogłębiało się zainteresowanie liberalizmem gospodarczym, którego rzecznikami byli Wawrzyniec Surowiecki oraz Dominik Krysiński.

### Królestwo Polskie
W Królestwie Kongresowym do liberalizmu nawiązywało ugrupowanie polityczne znane jako Kaliszanie, gdzie główną rolę odgrywali Bonawentura Niemojowski i Wincenty Niemojowski (z politykami takimi, jak: Alojzy Prosper Biernacki, Gabriel Józef Alojzy Biernacki, Stanisław Kaczkowski, Józef Komorowski, Teofil Morawski i Teodor Morawski). Inspirację czerpali z pism Constanta. Opowiadali się za przestrzeganiem konstytucji, wolnością słowa i stowarzyszeń, niezawisłością sądów. Podkreślali znaczenie utrzymania wprowadzonych przez Kodeks Napoleona świeckich małżeństw i rozwodów. Nazywano ich „Benjamistami”. Niemojowscy stali na stanowisku, że dostosowanie koncepcji Constanta do realiów Królestwa Polskiego pozwoli na osłabienie pozycji cara rosyjskiego jako króla polskiego i przejęcie wpływu na rządy przez polskie środowiska polityczne. Realizacja tych zamierzeń nie powiodła się (w związku z czym „kaliszanie” byli krytykowani za doktrynerstwo). W efekcie w późniejszym czasie większą wagę przywiązywano na ziemiach polskich do aspektu ekonomicznego i społecznego liberalizmu, niż politycznego.
Rozwinął się również liberalizm w formie antyklerykalnego wolterianizmu, którego głównym przedstawicielem był Stanisław Kostka Potocki. To on wprowadził do obiegu słowo ciemnogród. Jemu również przypisuje się autorstwo pierwszej publikacji polskojęzycznej na temat liberalizmu.
Do liberalizmu nawiązywano także w Rzeczypospolitej Krakowskiej, gdzie kierunek ten reprezentował Walenty Litwiński.
W czasie powstania listopadowego działacze Towarzystwa Patriotycznego (Adam Gurowski, Jan Czyński, Jan Nepomucen Janowski) reprezentowali liberalizm radykalny.

### Okres międzypowstaniowy
Po klęsce powstania listopadowego liberalizm rozwijał się przede wszystkim w Wielkim Księstwie Poznańskim. Szczególną rolę odgrywali Karol Libelt i August Cieszkowski. Ten drugi był rzecznikiem walki o uzyskanie szerokiej autonomii dla Wielkopolski oraz wolności stowarzyszeń, słowa i prasy.

### Przełom XIX i XX wieku
W autonomicznej Galicji Tadeusz Romanowicz (redaktor „Nowej Refomy”) wraz ze współpracownikami (Tadeusz Rutowski, Adam Asnyk, Stanisław Szczepanowski, Mieczysław Gwalbert Pawlikowski, August Sokołowski, Ferdynand Weigel i Konstanty Srokowski) walczył o upowszechnienie prawa wyborczego i reformę samorządów, piętnował łamanie praw obywatelskich. Stanisław Szczepanowski liberalizm łączył z pracą u podstaw.
W zaborze rosyjskim liberalizm propagował przede wszystkim Aleksander Świętochowski. Interesowały go zagadnienia związane z wolnością i etyką. Wyrazem liberalizmu lewicowego było istnienie i działalność tzw. „pedecji”.

### II Rzeczpospolita
Głównym ośrodkiem myśli liberalnej w tym okresie był Kraków z Adamem Krzyżanowskim na czele i jego uczniami: Adamem Heydelem i Ferdynandem Zweigiem, którzy byli związani z Krakowskim Towarzystwem Ekonomicznym. Naukowcy ci swoje poglądy kształtowali pod wpływem szkoły austriackiej. Podobne ujmowanie rzeczywistości miało miejsce również w Poznaniu, gdzie działał Edward Taylor.
Pewien wpływ na politykę mieli liberałowie lewicowi, którzy największe znaczenie osiągnęli pomiędzy 1926 a 1930, kiedy funkcję premiera trzykrotnie pełnił Kazimierz Bartel. Z czasem Grupa pułkowników i „grupa zamkowa” odcięli ich od wpływu na władzę. W reakcji na to lewicowi liberałowie zaczęli tworzyć kluby demokratyczne, z których wyłoniło się Stronnictwo Demokratyczne. Ludzie ci byli związani z lożą „Kopernik”. W sferze kultury liberałowie lewicowi byli reprezentowani m.in. przez Antoniego Słonimskiego oraz Boya, publikujących w „Wiadomościach Literackich”.

### Po II wojnie światowej (1945-1989)
Na emigracji swoją działalność kontynuowała loża „Kopernik”. Również w nurt liberalizmu lewicowego wpisywała się aktywność Jerzego Giedroycia i wydawanej przez niego „Kultury”.
W tym czasie w Polsce liberalizm kojarzono z kapitalizmem i oficjalnie był odbierany negatywnie. Określenie „liberał” w polityce wiązano z działaczami partyjnymi przeciwstawianymi przedstawicielom ortodoksji leninowsko-marksistowskiej w PZPR.
Natomiast liberałem (o prawicowo-liberalnym sposobie myślenia), który walczył z komunizmem był Stefan Kisielewski.
Liberalny charakter miały też katolickie środowiska progresywne: „Znaku” i „Tygodnika Powszechnego”, związane następnie z grupą katolików wydających „Więź”.
Po „karnawale Solidarności” pojawiło się kilka ośrodków politycznych, które w swojej działalności odwoływały się do liberalizmu. W Krakowie było to Krakowskie Towarzystwo Przemysłowe, które powstało pod koniec lat 80. Jego inicjator – Mirosław Dzielski zainicjował „liberalizm chrześcijański”, w ramach którego łączył poglądy ekonomiczne Friedriecha von Hayeka, etyczne Kanta i nauczanie Jana Pawła II. Na Wybrzeżu funkcjonowała Grupa Liberałów Gdańskich, z Donaldem Tuskiem i Januszem Lewandowskim na czele. W 1987 powstał Ruch Polityki Realnej o konserwatywno-libertariańskim obliczu (Janusz Korwin-Mikke). Tytułem, w którym promowano idee liberalne, była założona m.in. przez Marcina Króla „Res Publica”.

### III Rzeczpospolita
Po 1989 liberalizm stał się tym nurtem politycznym, który mógł funkcjonować całkowicie legalnie. Z jednej strony stał się modny, ale jednocześnie był krytykowany. We wrześniu 1989 powstało Centrum im. Adama Smitha (Andrzej Sadowski, Jan Winiecki). Działania podejmowane przez Leszka Balcerowicza („terapia szokowa”, „plan Balcerowicza”) są przykładem liberalnych decyzji gospodarczych.
W 1990 na gruncie gdańskiego „Kongresu Liberałów” powstała partia Kongres Liberalno-Demokratyczny. W 1991 liderzy ugrupowania uzyskali wpływ na władzę: Jan Krzysztof Bielecki został premierem. Do rządu weszli też m.in. Lewandowski i Michał Boni.
Również w 1990 powstała Unia Polityki Realnej z Januszem Korwin-Mikkem na czele i Stefanem Kisielewskim jako honorowym członkiem partii. Jednym z liderów był też Stanisław Michalkiewicz. UPR reprezentowała konserwatyzm libertariański, a jej organem prasowym był tygodnik „Najwyższy Czas!”. W ten nurt wchodził lubelski Instytut Liberalno-Konserwatywny, prowadzący działalność wydawniczą. Ściśle libertariański kierunek polityczny był reprezentowany przez Jacka Sierpińskiego i katowickie Stowarzyszenie Inicjatyw Wolnościowych z tytułem „Gazeta An Arche”.
W 1994 doszło do połączenia KLD i Unii Demokratycznej i powstała Unia Wolności z Tadeuszem Mazowieckim na czele. Podczas II kongresu UW (1995) jej przewodniczącym został Balcerowicz, co oznaczało zwycięstwo frakcji liberalnej w partii. W 2001 powstała Platforma Obywatelska.
„Liberalizm chrześcijański” reprezentuje Instytut Tertio Millennio (ojciec Maciej Zięba). Tradycje liberalnej lewicy katolickiej kontynuowały środowiska „Tygodnika Powszechnego”, „Znaku” i „Więzi”, gdzie główną postacią był ks. Józef Tischner.